# Night on the Sun
Night on the Sun es el cuarto EP de la banda Modest Mouse. Fue realizado sólo en Japón, y luego en el 2000 como un Vinyl LP. Las canciones del discográfico japonés Rebel Beat Factory fueron tomadas de los demos de The Moon & Antarctica que fueron enviados a Epic Records. Las cuatro canciones extra del vinilo también aparecen en el EP del 2001 Everywhere and His Nasty Parlour Tricks

## Lista de canciones
1. «Night on the Sun» – 9:22
2. «You're the Good Things (It's Alright to Die)» – 4:23
3. «Wild Packs of Family Dogs» – 1:47
4. «Dark Center of the Universe» – 4:19
5. «Your Life» – 3:21
6. «No Title» (Jeremiah Green hablando japonés) – 0:18

## Canciones extra del récord de vinilo
1. «Willful Suspension of Disbelief» – 3:33
2. «Night on the Sun» – 7:36
3. «I Came as a Rat (Long Walk Off a Short Dock)» – 4:36
4. «You're the Good Things» – 3:32

- Datos: Q7033743